# 羅頌華
羅頌華（英語：Joe Lo Chung Wah，1967年2月25日—），香港男演員，前亞洲電視藝員，現以特約演員身份參與無綫電視和ViuTV劇集拍攝。

## 簡歷
1987年參加無綫電視主辦《超級新星競選》未能晉身決賽，賽後與一眾參賽者獲安排加入第十四期無綫電視藝員訓練班學習，但只讀了一半便放棄並加入亞洲電視，八十年代後期開始在亞洲電視參演電視劇，早期以演出閑角為主，之後被調至兒童節目《飛虎隊》中擔任主持。其醒目而具個性的表現，受到家庭觀衆關注。
直至1990年出演劇集《藍月亮》，羅頌華才正式上位，成為當年亞視力捧的“十二星道”之一。其後在《中華英雄》、《九王奪位》等劇集中，皆有出色表現。
九十年代後期，亞視自製劇集減産，羅頌華亦淡出劇集拍攝，致力於主持工作，最為人稱道的是主持亞視金牌綜藝節目《今日睇真D》。
2009年曾任無綫電視生活台《登陸紐西蘭》節目主持。
2010年代末開始以特約演員身份於無綫電視拍攝劇集，多數演出不在演員名單留名。2021年左右也開始參與ViuTV劇集拍攝。

## 演出作品

### 電視劇（亞洲電視）
- 1987年 錦衣衛
- 1987年 成吉思汗 飾 拖雷
- 1990年 藍月亮 飾 凌國輝（阿Joe）
- 1990年 中華英雄 飾 華劍雄
- 1990年 皇城爭霸 飾 溥傑
- 1990年 90都市情懷-無盡的愛 飾 Alex
- 1991年 劍神 飾 凌天生
- 1991年 四驅橋聖 飾 鮑偉生
- 1991年 中華英雄之中華傲訣 飾 華劍雄
- 1991年 過界時代
- 1992年 摩登七十二家房客
- 1992年 八婆會館 飾 羅小佑
- 1993年 天蠶變之再與天比高 飾 陸丹
- 1993年 勝者為王III王者之戰
- 1993年 香港傳奇人物之紙上英雄
- 1994年 可憐天下父母心
- 1994年 冬日驕陽
- 1995年 九王奪位 飾 怡親王胤祥
- 1995年 悲情都市之毒海孝子
- 1996年 誰是凶手 飾 Robert
- 2000年 世紀之戰 飾 新聞報導員
- 2001年 騷東坡 飾 蕭三旺
- 2001年 大地遺孤
- 2008年 法網群英

### 電視劇（無綫電視）
- 1995年 孽海狂花
- 2002年 香港鬆一鬆
- 2002年 駁命老公追老婆 飾 阮先生
- 2019年 愛·回家之開心速遞 飾 招生（第521集）、老周（第961集）、魯總（第1468集）、大雨哥（第1504集）、殯儀堂倌（第1512集）、大廚（第1515集）（不完整）
- 2021年 逆天奇案 飾 CID
- 2021年 七公主 飾 食客（第17集）、夥記（第18集）
- 2021年 我家無難事 飾 餐廳經理（第2集）
- 2021年 星空下的仁醫 飾 醫生（第2集）
- 2021年 換命真相 飾 廟祝（第16集）
- 2021年 鐵拳英雄 飾 荷官（第2集）
- 2023年 有種好男人 飾 經理（第17集）
- 2023年 新聞女王 飾 （第9集）
- 未播映 OPM 飾 啦啦隊員（第1集）

### 電視劇（ViuTV）
- 2021年 大叔的愛 飾 牧父[5]

### 網絡劇
- 2016年 無間道

### 電影
- 2006年  反斗狂奔
- 2012年  懸紅
- 2019年 獅子山上

## 主持節目
- 飛虎隊
- 一家大細顯神通
- 大地的變遷之海南島
- 亞視乜都有系列
- 今日睇真D
- 登陸紐西蘭
- 一新耳目新西蘭
- 寵物主流派

## 幕後製作
有線電視
- 一粒鐘真人蘇 幕後工作人員及報幕員

## 外部連結
- 八/九十年代亞視青春劇…藍月亮” （页面存档备份，存于）
- 亚视50年所有大小艺员[永久]
- 羅頌華在香港影庫上的簡介